# 搜索与歼灭

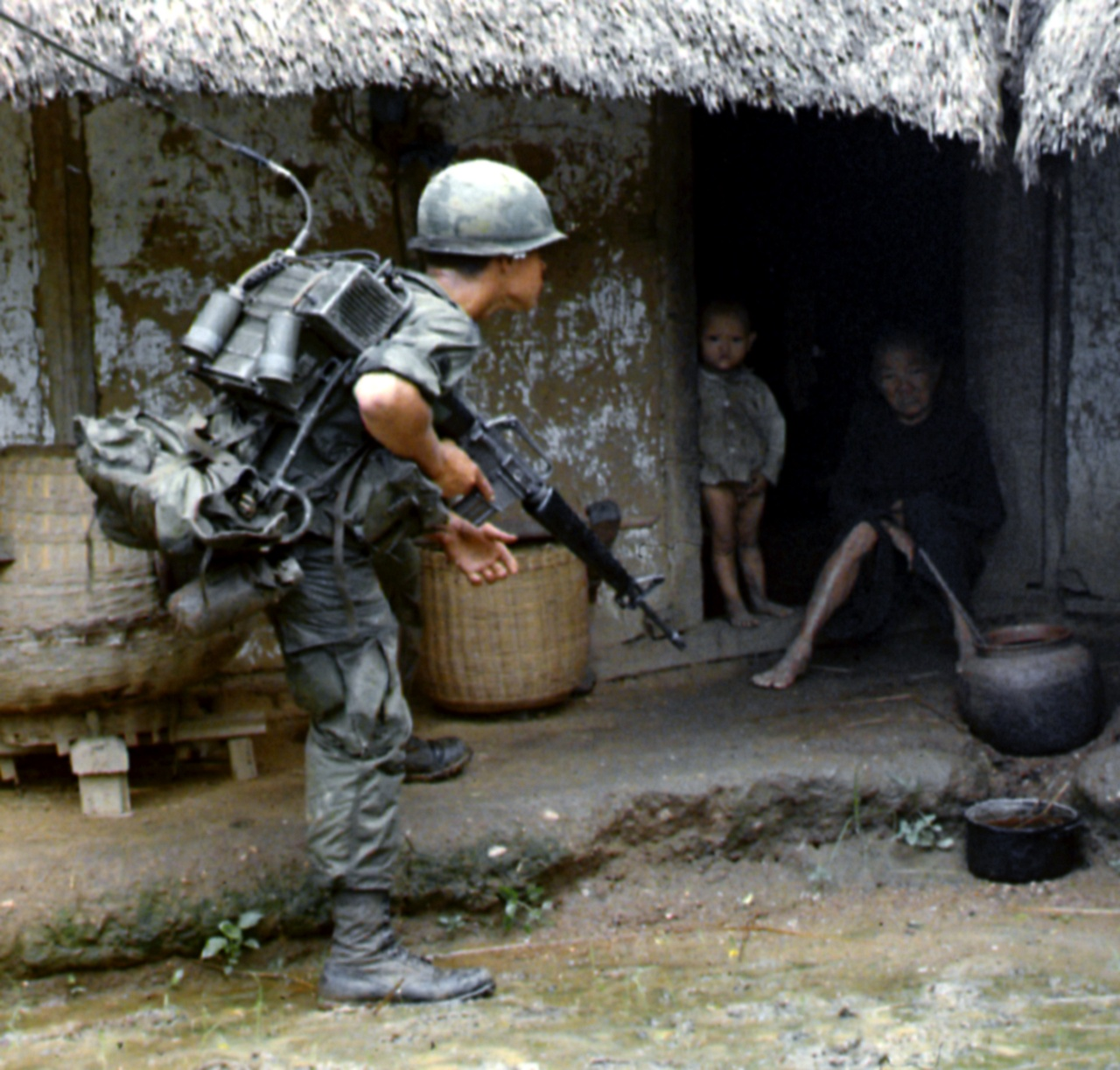
美国士兵正在搜索越共的游击队员

搜索并歼灭（Search and destroy），是一种在越南战争中被广泛使用的軍事戰略。简单地说，搜索并歼灭的流程是：利用直升机等垂直起降飞机投放地面部队至指定地点，「搜索」出敌军，「歼灭」之，随即迅速撤退至后方。这种战术的实施很大程度上归功于空骑突袭（air assault）战术的成熟，这是一种基于直升机等垂直起降飞机的全新战术。搜索并歼灭被认为是理想的应对对丛林游击战的战术。与其相对的传统战术是清扫并坚守（clear and hold），简单地说，即「攻击」并占领敌军所在战略地点，（通过修筑战壕等方法）加固之，并无限期地「坚守」该地。从理论上来说，由于单纯的占领土地并不适用与越南战争反共产主义联盟一方，美军选择了打消耗战，通过「搜索并歼灭」的战术削弱越共实力。这样一来，死亡人数的对比就成为了检验此战术成果的工具。另外，搜索并歼灭行动往往需要遵守严格的规定。

## 在越战中的实际运用
在上将威廉·威斯特摩兰（William C. Westmoreland）关于越战的的计划中，搜索与歼灭行动是第二阶段计划关键的进攻手段。在他的三阶段计划中，首先减缓越共渗透越南的步伐；然后由守转攻，消灭敌人；最后协助南越政府重建越南。与清扫并坚守行动一起，搜索与歼灭行动主要计划在1966至1967年间的第二阶段计划中实施。
具体的说，搜索与歼灭行动一般会派遣数量为数个排、连或者规模更大的战斗分遣队的美军至村庄中的越共或越南人民军潜伏地点。一般行动都中，都会在目标地点旁的丛林中设伏，埋伏可能包括M18A1闊刀地雷，战术轻武器火力支援，迫击炮支援。有时还可能有来自临近火力支援基地Fire support base的炮火支援。
1967年2月，几个最大的搜索与歼灭行动在越南（西貢与13、15号公路所围成的）铁三角地区进行。越共军队的后勤基地与分部大量积聚在此地，据称数名越共高层也居住在这里。攻势以1967年2月22日的章克申城行動（Operation Junction City，名稱來自堪薩斯州同名城市）展开，该行动共销毁了数吨粮食，歼灭越共游击队员730名，俘虏213名。这实在是一个惨淡的数字，因为铁三角地区的驻军估计有10000人以上，而斩首行动也无一成功。因此从1968年开始，搜索并歼灭与清扫并坚守行动均被顺延至第三阶段。搜索与歼灭行动的数量自此上升，特别是在北越的春节攻势后，行动的密度上升到了前所未有的高度。

## 缺陷
搜索并歼灭行动有诸多缺陷。首先，清扫（clear）与搜索并歼灭行动中的歼灭（destroy）界限模糊不清。这导致了原本进攻性较低的清扫（clearing）最后变成了和搜索与歼灭行动一样的更加暴力与野蛮的战术。其次，其行动效率及对战略的推进作用都受到了质疑。

### 清扫（clear）与歼灭（destroy）界限模糊不清
由於“清理”任務與搜索和摧毀任務之間缺乏區別，綏靖行動並沒有被推動。馬薩諸塞大學阿默斯特分校政治學教授岡特·盧伊認為，將軍和戰爭策劃者嚴重低估了敵人匹敵甚至超過美軍的能力。大量越共軍隊被殺或被俘，但他們很快就被替換。儘管敵軍最初被趕出某些地區，但美軍一離開這些地區，就帶著更多的援軍和武器返回。

### 行动效率及成果不理想
此次任務的有效性也令人懷疑。在油汀西北部的首批搜索和摧毀任務之一（名為“阿特爾伯勒行動”）中，美國報告稱，有 155 名美國士兵喪生，而北越則損失了 1,106 名士兵。 報告還指出，在聯合城行動中，有 282 名美國士兵陣亡，而越共則損失了 1,728 名游擊隊員。然而，應根據獲得這些數字的方法來考慮這些數字。這些估計幾乎完全是通過間接方式收集的：傳感器讀數、二次爆炸的目擊、叛逃者或戰俘的報告以及推斷或外推。